# 金翅花蜜鸟
金翅花蜜鸟（学名：Drepanorhynchus reichenowi），是雀形目太阳鸟科的一种鸟类，属于单型的金翅花蜜鸟属（学名：Drepanorhynchus）。
金翅花蜜鸟体重约14.66克，翼长约75.6毫米，喙宽度约3.7毫米，喙厚度约3.5毫米，嘴峰长约28.8毫米，跗蹠长约16.5毫米，尾长约10.19厘米。
金翅花蜜鸟具有部分的迁徙性，栖息在草地，它们是植食性动物，主要以植物的花蜜为食。

## 亚种
- Drepanorhynchus reichenowi shellyae，分布在刚果民主共和国东部。
- Drepanorhynchus reichenowi lathburyi，分布在肯尼亚北部的山地森林。
- Drepanorhynchus reichenowi reichenowi，分布在肯尼亚到乌干达东南部和坦桑尼亚东北部。[4]